# Blue Room (álbum)
Blue Room es el álbum debut del grupo de punk rock Unwritten Law de San Diego, Estados Unidos, lanzado en 1994 por Red Eye Records. Fue el primer álbum de la agrupación y les ayudó a ingresar a la prolífica escena de punk rock de San Diego a principio de los años 1990. El álbum atrajo la atención de Epic Records, quien relanzó el álbum al año siguiente.
El título del álbum es una referencia al departamento de un cuarto en el eque el vocalista Scott Russo vivió durante los primeros años del grupo y en donde escribió la mayor parte de las canciones del álbum (el cuarto estaba pintado completamente de azul). La canción "C.P.K." significa "Crazy Poway Kids" (Chicos Locos de Poway en español) y es una referencia al pueblo natal del grupo de Poway, California (un suburbio de San Diego). "Blurred (Part 2)" hace referencia a una canción del sencillo con el que debutó Unwritten Law, Blurr. Las canciones "Shallow" y "Suzanne" fueron regrabadas para su segundo álbum, Oz Factor.

## Lista de canciones
1. "C.P.K." - 2:40
2. "Shallow" - 3:13
3. "What About Me" - 2:26
4. "Suzanne" - 2:22
5. "Obsession" - 1:47
6. "Tribute" - 2:26
7. "Lessons" - 2:01
8. "Superficial Society" - 1:52
9. "Kill to Breathe" - 4:38
10. "Switch" - 1:56
11. "World War III" - 1:56
12. "Blurred (Part 2)" - 5:33

## Créditos

### Grupo
- Scott Russo - voces
- Steve Morris - guitarra
- Rob Brewer - guitarra
- John Bell - bajo
- Wade Youman - batería

### Producción
- Dave Nestor – productor, ingeniero de sonido
- Mike Monroe – productor ejecutivo
- John Golden – masterización

### Arte
- Greg Raymond – diseño gráfico
- Bagel – arte de portada
- Mike Krull – arte del disco
- Wade Youman – otro arte
- Ben Davis – fotografía